# Kari Ristanen
Kari Ristanen, né le 27 juillet 1958, est un ancien fondeur finlandais.

## Palmarès

### Jeux Olympiques
| Épreuve / Édition | Sarajevo 1984 | Calgary 1988 |
| 30 km             | 17e           | 27e          |
| 50 km             | 15e           | 7e           |
| 4 × 10 km         | Bronze        | 8e           |

### Championnats du monde
| Épreuve / Édition | Oberstdorf 1987 | Lahti 1989 |
| 15 km             |                 | 11e        |
| 30 km             | 10e             |            |
| 50 km             | 5e              | 15e        |
| 4 × 10 km         |                 | Argent     |

### Coupe du monde
- Meilleur classement final: 10e en 1987 et 1988.
- Meilleur résultat: 2e.